# Canelones (miasto)
Canelones – urugwajskie miasto, stolica położonego w południowej części kraju departamentu Canelones. 
Miasto zostało założone 10 czerwca 1782. Jego założycielem był Juan Miguel de Laguna. W 2005 liczyło 19 800 mieszkańców. Dzisiejszą nazwę nosi od 1916, wcześniej nazywało się Villa de Nuestra Señora de Guadalupe.
W mieście rozwinął się przemysł papierniczy oraz młynarski.